# هیتاچیناکا، ایباراکی
هیتاچیناکا در استان ایباراکی در کشور ژاپن واقع شده‌است که دارای جمعیت ۱۵۵٬۳۳۸ نفر و مساحت ۹۹٫۰۴ کیلومتر مربع با تراکم جمعیت ۱٬۵۶۸ نفر در کیلومترمربع است و در تاریخ ۱ نوامبر ۱۹۹۴ به عنوان شهر شناخته شد.